# Абра (певачица)
Габријела Оливија Мирвел (Њујорк; 30. март 1989), познатија као Абра или Darkwave Duchess, америчка је певачица и реперка. Потписала је уговор са продуцентском кућом Polo Grounds Music и RCA Records, а пре тога била је са  Awful Records компанијом.

## Рани живот и каријера
Рођена је у Квинсу у Њујорку где је живела са родитељима који су свештена лица. Провела је првих осам година у Лондону где су њени родитељи саградили цркву у којој су и радили. Ту је почело њено упознавање са музиком. Отац је био свештеник, а мајка је организовала литургије и слављење Господа. Након Лондона, преселили су се у Линбурн, тихо насеље у Атланти.  Са 14 година научила је да свира гитару. Похађала је Parkview Highschool и учествовала у драмској секцији до 2007. године када је завршила средњу школу. Као тинејџерка почела је да објављује своје обраде различитих песама на јутуб. То је привукло пажњу оснивача Awful Records ‐ а и Оца репа који ју је убедио да пише оригиналну музику.
Њен први албум, BLQ Velvet, изашао је 2014. године. Други албум, Princess, објављен је од стране True Panther Sounds‐а 15. јула 2016. године. То је био њен први искорак ка већој публици. Песма Fruit са албума Rose увршћена је у чланку као најбоља РНБ песма 2016. године од стране магазина The Guardian.
Коментари Vogue магазина на рачун њеног стила одевања били су у складу са њеним музичким идентитетом. У 2016. рекли су да је тај намерни контраст идентитета којим се она служи производ тога што се налази у круговима и индустији која је углавном у моћи мушкараца. Она је део духа тих младих људи који својим жанром освајају Атлантину публику. 2018. године била је у улози Ем у филму  Assassination Nation.

## Дискографија
| Година | Nазив | Листа песама                                | Детаљи |
| ------ | ----- | ------------------------------------------- | --- |
| 2015   | Rose  | 1. "Feel"                                   | - Година издања: 16. јун 2015. (дигитално издање и преузимање) - 6. октобар 2017. (винил) - Формат: дигитално преузимање, стриминг и винил - Издавачка кућа: Awful, Ninja Tune - Трајање: 54:34 |
| 2015   | Rose  | 2. "Roses"                                  | - Година издања: 16. јун 2015. (дигитално издање и преузимање) - 6. октобар 2017. (винил) - Формат: дигитално преузимање, стриминг и винил - Издавачка кућа: Awful, Ninja Tune - Трајање: 54:34 |
| 2015   | Rose  | 3. "U Kno"                                  | - Година издања: 16. јун 2015. (дигитално издање и преузимање) - 6. октобар 2017. (винил) - Формат: дигитално преузимање, стриминг и винил - Издавачка кућа: Awful, Ninja Tune - Трајање: 54:34 |
| 2015   | Rose  | 4. "Fruit"                                  | - Година издања: 16. јун 2015. (дигитално издање и преузимање) - 6. октобар 2017. (винил) - Формат: дигитално преузимање, стриминг и винил - Издавачка кућа: Awful, Ninja Tune - Трајање: 54:34 |
| 2015   | Rose  | 5. "Pride"                                  | - Година издања: 16. јун 2015. (дигитално издање и преузимање) - 6. октобар 2017. (винил) - Формат: дигитално преузимање, стриминг и винил - Издавачка кућа: Awful, Ninja Tune - Трајање: 54:34 |
| 2015   | Rose  | 6. "Lights Intelude (feat. Archibald SLIM)" | - Година издања: 16. јун 2015. (дигитално издање и преузимање) - 6. октобар 2017. (винил) - Формат: дигитално преузимање, стриминг и винил - Издавачка кућа: Awful, Ninja Tune - Трајање: 54:34 |
| 2015   | Rose  | 7. "Atoms"                                  | - Година издања: 16. јун 2015. (дигитално издање и преузимање) - 6. октобар 2017. (винил) - Формат: дигитално преузимање, стриминг и винил - Издавачка кућа: Awful, Ninja Tune - Трајање: 54:34 |
| 2015   | Rose  | 8. "No Chill"                               | - Година издања: 16. јун 2015. (дигитално издање и преузимање) - 6. октобар 2017. (винил) - Формат: дигитално преузимање, стриминг и винил - Издавачка кућа: Awful, Ninja Tune - Трајање: 54:34 |
| 2015   | Rose  | 9. "$hot (feat. Stalin Majesty)"            | - Година издања: 16. јун 2015. (дигитално издање и преузимање) - 6. октобар 2017. (винил) - Формат: дигитално преузимање, стриминг и винил - Издавачка кућа: Awful, Ninja Tune - Трајање: 54:34 |
| 2015   | Rose  | 10. "Tonight!"                              | - Година издања: 16. јун 2015. (дигитално издање и преузимање) - 6. октобар 2017. (винил) - Формат: дигитално преузимање, стриминг и винил - Издавачка кућа: Awful, Ninja Tune - Трајање: 54:34 |
| 2015   | Rose  | 11. "Human"                                 | - Година издања: 16. јун 2015. (дигитално издање и преузимање) - 6. октобар 2017. (винил) - Формат: дигитално преузимање, стриминг и винил - Издавачка кућа: Awful, Ninja Tune - Трајање: 54:34 |
| 2015   | Rose  | 12. "Game"                                  | - Година издања: 16. јун 2015. (дигитално издање и преузимање) - 6. октобар 2017. (винил) - Формат: дигитално преузимање, стриминг и винил - Издавачка кућа: Awful, Ninja Tune - Трајање: 54:34 |

| Година | Назив      | Листа песама     | Детаљи |
| ------ | ---------- | ---------------- | --- |
| 2015   | BLQ Velvet | 1. "U Go I Go"   | - Година изадања: 19. јануар 2015. - Формат: дигитално издање и преузимање - Издавачка кућа: Awful, ACID PALACE RECORDINGS - Трајање: 27:33 |
| 2015   | BLQ Velvet | 2. "Make It"     | - Година изадања: 19. јануар 2015. - Формат: дигитално издање и преузимање - Издавачка кућа: Awful, ACID PALACE RECORDINGS - Трајање: 27:33 |
| 2015   | BLQ Velvet | 3. "Unwise"      | - Година изадања: 19. јануар 2015. - Формат: дигитално издање и преузимање - Издавачка кућа: Awful, ACID PALACE RECORDINGS - Трајање: 27:33 |
| 2015   | BLQ Velvet | 4. "I Guess"     | - Година изадања: 19. јануар 2015. - Формат: дигитално издање и преузимање - Издавачка кућа: Awful, ACID PALACE RECORDINGS - Трајање: 27:33 |
| 2015   | BLQ Velvet | 5. "Fade 2 Blaq" | - Година изадања: 19. јануар 2015. - Формат: дигитално издање и преузимање - Издавачка кућа: Awful, ACID PALACE RECORDINGS - Трајање: 27:33 |
| 2015   | BLQ Velvet | 6. "Love & Power | - Година изадања: 19. јануар 2015. - Формат: дигитално издање и преузимање - Издавачка кућа: Awful, ACID PALACE RECORDINGS - Трајање: 27:33 |

| Година | Назив    | Листа песама                       | Детаљи |
| ------ | -------- | ---------------------------------- | --- |
| 2016   | PRINCESS | 1. "COME 4 ME"                     | - Година издања: 15. јул 2016 - Формат: дигитално издање и преузимање - Издавачка кућа: True Panther Sounds, Awful - Tрајање: 22:12 |
| 2016   | PRINCESS | 2. "VEGAS"                         | - Година издања: 15. јул 2016 - Формат: дигитално издање и преузимање - Издавачка кућа: True Panther Sounds, Awful - Tрајање: 22:12 |
| 2016   | PRINCESS | 3. "CRYBABY"                       | - Година издања: 15. јул 2016 - Формат: дигитално издање и преузимање - Издавачка кућа: True Panther Sounds, Awful - Tрајање: 22:12 |
| 2016   | PRINCESS | 4. "BIG BOI (feat. Tommy Genesis)" | - Година издања: 15. јул 2016 - Формат: дигитално издање и преузимање - Издавачка кућа: True Panther Sounds, Awful - Tрајање: 22:12 |
| 2016   | PRINCESS | 5. "PULL UP"                       | - Година издања: 15. јул 2016 - Формат: дигитално издање и преузимање - Издавачка кућа: True Panther Sounds, Awful - Tрајање: 22:12 |
| 2016   | PRINCESS | 6. "THINKING OF YOU"               | - Година издања: 15. јул 2016 - Формат: дигитално издање и преузимање - Издавачка кућа: True Panther Sounds, Awful - Tрајање: 22:12 |

## Синглови
- Diamonds & Gold (2012)
- Don't Kill Men (2012)
- Oh Come, Oh Come, Emmanuel (2014)
- Sin City (2014)
- NEEDSUMBODY (2014)
- CENTERSTAGE 1.17 (2015)
- Then U Get Some (2015)
- BFF (2015)
- ABRA feat. Father – U Ain't Got To Lie (2015)
- Bounty (2016)
- NOVACANE (2017) [for Adult Swim Singles]
- BACARDI (2017)
- B.R.A.T (2018)[10]
- Unlock It (feat. Playboi Carti) (2021)[11]

## Сарадње са другим извођачима
- HYDRABADD feat. ABRA – Sanctuary (2013)
- DARKCERBERUSSOUND feat. ABRA – Kookaburra (2013)
- Archibald SLIM feat. ABRA – Luv (2015)
- Micah Freeman feat. ABRA – Movement (2015)
- salute feat. ABRA – Colourblind (2015)
- Ethereal feat. ABRA & Father – STYX (2015)
- KCSB feat. ABRA – All My Luv (2015)
- Tommy Genesis feat. ABRA – Hair Like Water Wavy Like The Sea (2015)
- Hiko Momoji feat. Father & ABRA – Late Nights (2016)
- Ethereal feat. ABRA & Coodie Breeze – Treat You Right (2016)
- Ethereal feat. ABRA – Look At U (2016)
- Chris Brann feat. ABRA – Once Before (2016)
- Father feat. iLoveMakonnen & ABRA – Why Don't You (2016)
- Rich Po Slim feat. ABRA – Make You Mine (2016)
- Stickz Greenz feat. ABRA – Just Chill (2017)
- LiL iFFy feat. ABRA – Dark Times Indeed (2017)
- Charli XCX feat. ABRA – Drugs (2017)
- Da$H feat. ABRA – Deja U (2017)
- josh pan feat. ABRA – give it to ya (2017)
- Father feat. ABRA – Lotto (2018)
- Gorillaz – Sorcererz (2018)
- Toro y Moi feat. ABRA – Miss Me (2019)
- Solange – Sound of Rain (2019)
- Octavian feat. ABRA – My Head (2019)
- Bad Bunny feat. ABRA – SORRY PAPI (2020)

## Ремикси
- Empress Of – Standard (ABRA Remix) (2015)
- Father – Everybody In The Club (ABRA Remix) (2015)